# Pošćenski Kraj
Pošćenski Kraj (cyr. Пошћенски Крај) – wieś w Czarnogórze, w gminie Žabljak. W 2011 roku liczyła 26 mieszkańców.